# Mistrzostwa Świata Juniorów w Biathlonie 2004
Mistrzostwa Świata Juniorów w Biathlonie 2004 odbyły się we francuskiej miejscowości Haute-Maurienne, w dniach 25 stycznia – 31 stycznia 2004 roku. Rozegrane zostały 4 konkurencje: bieg indywidualny, bieg sprinterski, bieg pościgowy i bieg sztafetowy. Wszystkie konkurencje zostały rozegrane dla mężczyzn i kobiet juniorów oraz juniorów młodszych. W sumie odbyło się 16 biegów.

## Wyniki kobiet (juniorki)

### Bieg indywidualny – 12,5 km[1]
- Data: 26 stycznia 2004

| Medal | Zawodnik             | Narodowość | Strzelanie | Wynik     | Strata   |
| ----- | -------------------- | ---------- | ---------- | --------- | -------- |
|       | Jenny Adler          | Niemcy     | 1+1+1+1    | 47:12,5   |          |
|       | Hanna Möller         | Niemcy     | 0+0+0+3    | 48:19,9   | +1:07,4  |
|       | Uljana Dienisowa     | Rosja      | 1+1+0+2    | 48:25,3   | +1:12,8  |
| ...   | ...                  | ...        | ...        | ...       | ...      |
| 7.    | Krystyna Pałka       | Polska     | 1+1+1+1    | 50:27,4   | +3:14,9  |
| 29.   | Magdalena Nykiel     | Polska     | 3+4+0+2    | 54:39,4   | +7:26,9  |
| 52.   | Angelika Szrubianiec | Polska     | 3+4+0+4    | 1:01:13,9 | +14:01,4 |

### Bieg sprinterski – 7,5 km[2]
- Data: 28 stycznia 2004

| Medal | Zawodnik             | Narodowość | Strzelanie | Wynik   | Strata  |
| ----- | -------------------- | ---------- | ---------- | ------- | ------- |
|       | Magdalena Neuner     | Niemcy     | 0+2        | 23:03,9 |         |
|       | Kathrin Hitzer       | Niemcy     | 1+0        | 23:44,1 | +40,2   |
|       | Pauline Jacquin      | Francja    | 0+0        | 23:45,7 | +41,8   |
| 4.    | Krystyna Pałka       | Polska     | 0+0        | 23:46,5 | +42,6   |
| ...   | ...                  | ...        | ...        | ...     | ...     |
| 18.   | Magdalena Nykiel     | Polska     | 1+1        | 26:05,0 | +3:01,1 |
| 48.   | Angelika Szrubianiec | Polska     | 2+3        | 28:20,3 | +5:16,4 |

### Bieg pościgowy – 10 km[3]
- Data: 30 stycznia 2004

| Medal | Zawodnik             | Narodowość | Strzelanie | Wynik    | Strata   |
| ----- | -------------------- | ---------- | ---------- | -------- | -------- |
|       | Jenny Adler          | Niemcy     | 0+0+0+0    | 35:44,37 |          |
|       | Magdalena Neuner     | Niemcy     | 1+0+1+3    | 35:54,09 | +9,7     |
|       | Uljana Dienisowa     | Rosja      | 0+1+2+0    | 35:56,20 | +11,9    |
| ...   | ...                  | ...        | ...        | ...      | ...      |
| 5.    | Krystyna Pałka       | Polska     | 0+1+0+1    | 38:04,16 | +2:19,8  |
| 15.   | Magdalena Nykiel     | Polska     | 0+0+3+2    | 41:50,27 | +6:05,9  |
| 48.   | Angelika Szrubianiec | Polska     | 1+1+3+1    | 47:20,43 | +11:36,1 |

### Bieg sztafetowy – 3×6km[4]
- Data: 31 stycznia 2004

| Medal | Drużyna                                                             | Strzelanie                      | Wynik     | Strata  |
| ----- | ------------------------------------------------------------------- | ------------------------------- | --------- | ------- |
|       | Niemcy · Jenny Adler · Magdalena Neuner · Anne Preußler             | 0+1 0+4 0+0 0+1 0+0 0+3 0+1 0+0 | 1:00:44,4 |         |
|       | Rosja · Uljana Dienisowa · Jekatierina Jurjewa · Anastasija Kuźmina | 2+4 1+3 0+0 1+3 0+1 0+0 2+3 0+0 | 1:03:35,4 | +2:51,0 |
|       | Francja · Célia Bourgeois · Anne Lise Bailly · Pauline Jacquin      | 0+4 2+6 0+2 1+3 0+0 0+0         | 1:04:15,1 | +3:30,7 |
| ...   | ...                                                                 | ...                             | ...       | ...     |
| 6.    | Polska · Magdalena Nykiel · Angelika Szrubianiec · Krystyna Pałka   | 0+2 3+5 0+1 3+3 0+0 0+1 0+1 0+1 | 1:05:42,3 | +4:57,9 |

## Wyniki kobiet (juniorki młodsze)

### Bieg indywidualny – 10 km[5]
- Data: 25 stycznia 2004

| Medal | Zawodnik         | Narodowość | Strzelanie | Wynik   | Strata   |
| ----- | ---------------- | ---------- | ---------- | ------- | -------- |
|       | Marion Blondeau  | Francja    | 0+0+0+0    | 37:09,4 |          |
|       | Sirli Hanni      | Estonia    | 0+0+1+0    | 37:40,8 | +31,4    |
|       | Irina Możewitina | Kazachstan | 1+2+0+1    | 38:46,4 | +1:37,0  |
| ...   | ...              | ...        | ...        | ...     | ...      |
| 23.   | Joanna Leja      | Polska     | 1+1+1+2    | 44:17,5 | +7:08,1  |
| 46.   | Monika Rzepka    | Polska     | 1+3+1+0    | 47:13,1 | +10:03,7 |
| 52.   | Iga Kaczmarczyk  | Polska     | 2+1+1+2    | 48:34,5 | +11:25,1 |
| 61.   | Karolina Pitoń   | Polska     | 3+2+4+1    | 52:49,5 | +15:40,1 |

### Bieg sprinterski – 6 km[6]
- Data: 27 stycznia 2004

| Medal | Zawodnik           | Narodowość | Strzelanie | Wynik   | Strata  |
| ----- | ------------------ | ---------- | ---------- | ------- | ------- |
|       | Michaela Balatková | Czechy     | 0+3        | 22:51,5 |         |
|       | Marion Blondeau    | Francja    | 1+2        | 22:54,0 | +2,5    |
|       | Irina Możewitina   | Kazachstan | 1+4        | 23:06,3 | +14,8   |
| ...   | ...                | ...        | ...        | ...     | ...     |
| 26.   | Joanna Leja        | Polska     | 2+3        | 25:20,2 | +2:28,7 |
| 44.   | Monika Rzepka      | Polska     | 1+2        | 26:46,1 | +3:54,6 |
| =45.  | Iga Kaczmarczyk    | Polska     | 1+3        | 26:49,7 | +3:58,2 |
| 52.   | Karolina Pitoń     | Polska     | 4+2        | 27:47,1 | +4:55,6 |

### Bieg pościgowy – 7,5 km[7]
- Data: 30 stycznia 2004

| Medal | Zawodnik           | Narodowość | Strzelanie | Wynik    | Strata   |
| ----- | ------------------ | ---------- | ---------- | -------- | -------- |
|       | Irina Możewitina   | Kazachstan | 0+0+1+0    | 28:18,53 |          |
|       | Michaela Balatková | Czechy     | 2+1+0+2    | 30:55,67 | +2:37,1  |
|       | Marion Blondeau    | Francja    | 2+0+2+1    | 31:27,13 | +3:08,6  |
| ...   | ...                | ...        | ...        | ...      | ...      |
| 24.   | Joanna Leja        | Polska     | 0+1+1+2    | 36:08,54 | +7:50,0  |
| 37.   | Monika Rzepka      | Polska     | 0+1+1+1    | 38:39,31 | +10:20,8 |
| 44.   | Iga Kaczmarczyk    | Polska     | 0+1+2+2    | 40:37,45 | +12:18,9 |

### Bieg sztafetowy – 3×6km[8]
- Data: 31 stycznia 2004

| Medal | Drużyna                                                                   | Strzelanie                      | Wynik     | Strata  |
| ----- | ------------------------------------------------------------------------- | ------------------------------- | --------- | ------- |
|       | Francja · Marie Dorin · Marion Blondeau · Melanie Droz-Vincent            | 1+5 0+4 0+0 0+1 1+3 0+2 0+2 0+1 | 1:07:19,4 |         |
|       | Norwegia · Anne Marit Gjermundshaug · Stine Oevreberg · Brigitte Roeksund | 0+3 0+4 0+3 0+3 0+0 0+0 0+0 0+1 | 1:07:50,6 | +31,2   |
|       | Słowacja · Viktoria Gröneová · Eliska Svikruhová · Bibiana Svejkovská     | 0+6 1+7 0+3 0+2 0+3 1+3 0+0 0+2 | 1:10:08,9 | +2:49,5 |
| ...   | ...                                                                       | ...                             | ...       | ...     |
| 9.    | Polska · Joanna Leja · Monika Rzepka · Iga Kaczmarczyk                    | 0+0 1+7 0+0 0+3 0+0 0+1 0+0 1+3 | 1:13:57,4 | +6:38,0 |

## Wyniki mężczyzn (juniorzy)

### Bieg indywidualny – 15 km[9]
- Data: 26 stycznia 2004

| Medal | Zawodnik           | Narodowość | Strzelanie | Wynik   | Strata  |
| ----- | ------------------ | ---------- | ---------- | ------- | ------- |
|       | Hansjörg Reuter    | Niemcy     | 0+1+0+2    | 48:43,6 |         |
|       | Simon Fourcade     | Francja    | 1+1+1+0    | 49:05,0 | +21,4   |
|       | Ołeh Bereżnyj      | Ukraina    | 0+0+1+0    | 49:21,9 | +38,3   |
| ...   | ...                | ...        | ...        | ...     | ...     |
| 36.   | Kazimierz Obrochta | Polska     | 0+1+1+1    | 55:05,5 | +6:21,9 |
| 40.   | Stanisław Karpiel  | Polska     | 1+2+1+1    | 55:41,3 | +6:57,7 |
| 53.   | Paweł Lasek        | Polska     | 0+3+0+1    | 56:34,3 | +7:50,7 |

### Bieg sprinterski – 10 km[10]
- Data: 28 stycznia 2004

| Medal | Zawodnik           | Narodowość | Strzelanie | Wynik   | Strata  |
| ----- | ------------------ | ---------- | ---------- | ------- | ------- |
|       | Simon Fourcade     | Francja    | 0+0        | 26:57,1 |         |
|       | Michael Rösch      | Niemcy     | 1+1        | 27:16,8 | +19,7   |
|       | Simon Eder         | Austria    | 1+0        | 27:25,9 | +28,8   |
| ...   | ...                | ...        | ...        | ...     | ...     |
| 27.   | Stanisław Karpiel  | Polska     | 0+0        | 29:40,0 | +2:42,9 |
| 41.   | Paweł Lasek        | Polska     | 0+2        | 30:45,0 | +3:47,9 |
| 59.   | Kazimierz Obrochta | Polska     | 0+4        | 32:36,3 | +5:39,2 |

### Bieg pościgowy – 12,5 km[11]
- Data: 30 stycznia 2004

| Medal | Zawodnik           | Narodowość | Strzelanie | Wynik    | Strata  |
| ----- | ------------------ | ---------- | ---------- | -------- | ------- |
|       | Simon Fourcade     | Francja    | 1+0+0+0    | 37:21,33 |         |
|       | Michael Rösch      | Niemcy     | 0+0+3+1    | 38:09,43 | +48,1   |
|       | Serhij Sedniew     | Ukraina    | 0+1+0+0    | 38:39,64 | +1:18,3 |
| ...   | ...                | ...        | ...        | ...      | ...     |
| 36.   | Stanisław Karpiel  | Polska     | 1+2+1+0    | 45:07,62 | +7:46,3 |
| 43.   | Paweł Lasek        | Polska     | 1+0+1+4    | 46:14,92 | +8:53,6 |
| 48.   | Kazimierz Obrochta | Polska     | 0+1+0+0    | 47:12,33 | +9:51,0 |

### Bieg sztafetowy – 4×7,5km[12]
- Data: 31 stycznia 2004

| Medal | Drużyna                                                                                 | Strzelanie                              | Wynik     | Strata  |
| ----- | --------------------------------------------------------------------------------------- | --------------------------------------- | --------- | ------- |
|       | Niemcy · Hansjörg Reuter · Christoph Knie · Steve Renner · Michael Rösch                | 1+8 1+5 0+3 0+2 0+2 0+0 0+0 0+0 1+3 1+3 | 1:24:48,1 |         |
|       | Czechy · Milan Faltus · Ondřej Moravec · Miroslav Tomeš · Michal Šlesingr               | 1+5 0+2 1+3 0+1 0+1 0+0 0+0 0+1 0+1 0+0 | 1:25:49,7 | +1:01,6 |
|       | Rosja · Aleksandr Kudraszew · Władimir Szemielow · Artiom Uszakow · Władisław Mojsiejew | 0+4 1+5 0+0 0+1 0+2 0+1 0+1 1+3 0+1 0+0 | 1:27:52,1 | +3:04,0 |
| ...   | ...                                                                                     | ...                                     | ...       | ...     |
| 9.    | Polska · Kazimierz Obrochta · Stanisław Karpiel · Paweł Lasek · Łukasz Szczurek         | 0+6 2+7 0+1 0+0 0+1 0+3 0+1 0+1 0+3 2+3 | 1:33:55,6 | +9:07,5 |

## Wyniki mężczyzn (juniorzy młodsi)

### Bieg indywidualny – 12,5 km[13]
- Data: 25 stycznia 2004

| Medal | Zawodnik        | Narodowość | Strzelanie | Wynik   | Strata  |
| ----- | --------------- | ---------- | ---------- | ------- | ------- |
|       | Pawieł Borisow  | Rosja      | 1+1+0+0    | 40:22,6 |         |
|       | Peter Dokl      | Słowenia   | 0+0+0+2    | 40:23,3 | +0,7    |
|       | Klemen Bauer    | Słowenia   | 1+1+0+1    | 40:35,7 | +13,1   |
| ...   | ...             | ...        | ...        | ...     | ...     |
| 35.   | Adam Kwak       | Polska     | 1+3+1+2    | 46:06,9 | +5:44,3 |
| 38.   | Łukasz Witek    | Polska     | 2+0+2+2    | 46:12,8 | +5:50,2 |
| 44.   | Piotr Ziemianin | Polska     | 2+3+1+0    | 46:46,8 | +6:24,2 |
| 51.   | Mirosław Kobus  | Polska     | 1+1+3+3    | 48:10,1 | +7:47,5 |

### Bieg sprinterski – 7,5 km[14]
- Data: 27 stycznia 2004

| Medal | Zawodnik                | Narodowość | Strzelanie | Wynik   | Strata  |
| ----- | ----------------------- | ---------- | ---------- | ------- | ------- |
|       | Jean-Philippe Leguellec | Kanada     | 1+0        | 22:09,4 |         |
|       | Klemen Bauer            | Słowenia   | 1+2        | 22:44,5 | +35,1   |
|       | Stian Navik             | Norwegia   | 1+0        | 22:47,2 | +37,8   |
| ...   | ...                     | ...        | ...        | ...     | ...     |
| 10.   | Łukasz Witek            | Polska     | 0+2        | 23:56,1 | +1:46,7 |
| 16.   | Adam Kwak               | Polska     | 2+2        | 24:05,1 | +1:55,7 |
| 21.   | Piotr Ziemianin         | Polska     | 1+1        | 24:12,4 | +2:03,0 |
| 66.   | Łukasz Szczurek         | Polska     | 1+5        | 27:49,8 | +5:40,4 |

### Bieg pościgowy – 10 km[15]
- Data: 30 stycznia 2004

| Medal | Zawodnik                | Narodowość | Strzelanie | Wynik    | Strata  |
| ----- | ----------------------- | ---------- | ---------- | -------- | ------- |
|       | Emil Hegle Svendsen     | Norwegia   | 1+1+1+2    | 33:53,74 |         |
|       | Jean-Philippe Leguellec | Kanada     | 3+0+3+0    | 34:00,16 | +6,4    |
|       | Stian Navik             | Norwegia   | 1+1+0+1    | 34:04,59 | +10,8   |
| ...   | ...                     | ...        | ...        | ...      | ...     |
| 28.   | Adam Kwak               | Polska     | 0+2+3+5    | 39:21,42 | +5:27,7 |
| 36.   | Piotr Ziemianin         | Polska     | 4+2+1+3    | 40:46,17 | +6:52,4 |
| 40.   | Łukasz Witek            | Polska     | 0+3+3+2    | 41:04,67 | +7:10,9 |

### Bieg sztafetowy – 3×7,5km[16]
- Data: 31 stycznia 2004

| Medal | Drużyna                                                                 | Strzelanie                      | Wynik     | Strata  |
| ----- | ----------------------------------------------------------------------- | ------------------------------- | --------- | ------- |
|       | Norwegia · Ronny Hafsas · Stian Navik · Emil Hegle Svendsen             | 0+5 2+9 0+3 2+3 0+1 0+3         | 1:06:42,4 |         |
|       | Kanada · Jean-Philippe Leguellec · Marc-Andre Bedard · François Leboeuf | 0+1 0+6 0+0 0+0 0+1 0+3 0+0 0+3 | 1:07:24,5 | +42,1   |
|       | Słowenia · Peter Dokl · Andraž Šemrov · Klemen Bauer                    | 0+4 4+8 0+1 0+2 0+2 1+3 0+1 3+3 | 1:07:36,7 | +54,3   |
| ...   | ...                                                                     | ...                             | ...       | ...     |
| 10.   | Polska · Mirosław Kobus · Piotr Ziemianin · Adam Kwak                   | 1+7 1+5 0+2 1+2 1+3 0+2 0+2 0+1 | 1:11:18,7 | +4:36,3 |

## Tabela Medalowa
| Miejsce | Państwo    |   |   |   | Razem |
| ------- | ---------- | - | - | - | ----- |
| 1.      | Niemcy     | 6 | 5 |   | 11    |
| 2.      | Francja    | 4 | 2 | 3 | 9     |
| 3.      | Norwegia   | 2 | 1 | 2 | 5     |
| =4.     | Czechy     | 1 | 2 |   | 3     |
| =4.     | Kanada     | 1 | 2 |   | 3     |
| 6.      | Rosja      | 1 | 1 | 3 | 5     |
| 7.      | Kazachstan | 1 |   | 2 | 3     |
| 8.      | Słowenia   |   | 2 | 2 | 4     |
| 9.      | Estonia    |   | 1 |   | 1     |
| 10.     | Ukraina    |   |   | 2 | 2     |
| =11.    | Austria    |   |   | 1 | 1     |
| =11.    | Słowacja   |   |   | 1 | 1     |